# Výškařský mítink v Arnstadtu

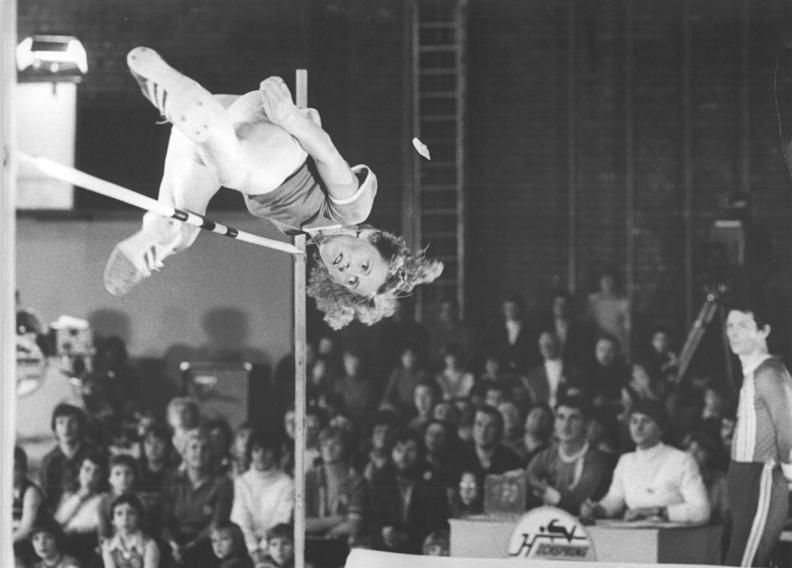
Rosemarie Ackermannová vyhrála mítink v roce 1980

Výškařský mítink v Arnstadtu (oficiálně: Hochsprung mit Musik) je mezinárodní halový atletický mítink ve skoku do výšky, který je pořádán každoročně od roku 1977 v německém Arnstadtu. 
4. února 2006 zde vytvořila Švédka Kajsa Bergqvistová nový halový světový rekord, když skočila 208 cm a o jeden cm vylepšila původní rekord Němky Heike Henkelové. Mezi muži zde předvedl nejlepší výkon Rus Jaroslav Rybakov, který v roce 2007 překonal 238 cm. V roce 1999 zde vyhrál výkonem 231 cm český výškař Tomáš Janků. Třikrát na stupních vítězů byl i Jaroslav Bába, který v roce 2003 obsadil třetí místo. V roce 2004 a 2005 skončil druhý. V roce 2005 zde skočil svůj dosud platný osobní a národní rekord 237 cm.

## Vítězové 1977 - 2000

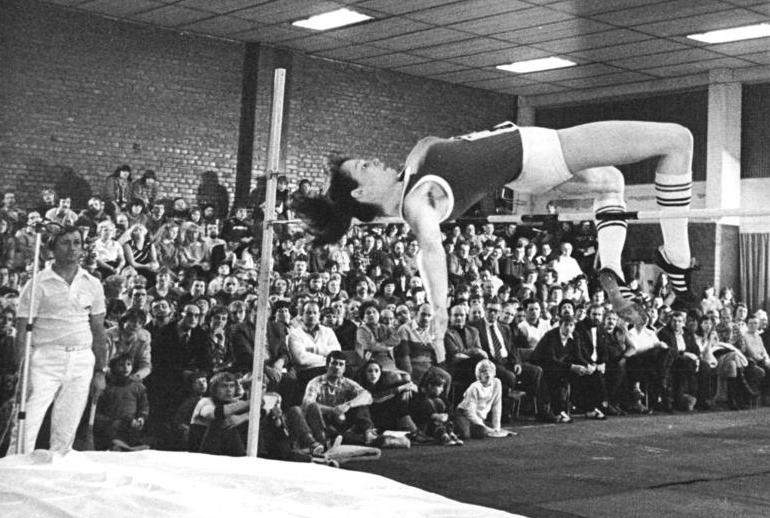
Andrea Bieaniasová na mítinku v roce 1982

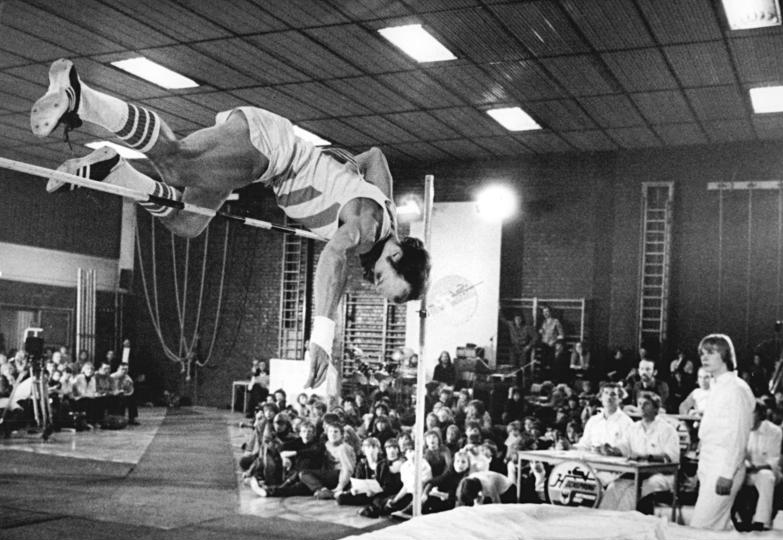
Rolf Beilschmidt na mítinku v roce 1982

| Ročník | Rok  | Vítězové – muži     | Výkon  | Vítězové – ženy                       | Výkon  |
| ------ | ---- | ------------------- | ------ | ------------------------------------- | ------ |
| 1.     | 1977 | Henry Lauterbach    | 2,15 m | Martina Baumbachová                   | 1,70 m |
| 2.     | 1978 | Rolf Beilschmidt    | 2,18 m | Almut Bergová                         | 1,75 m |
| 3.     | 1979 | Henry Lauterbach    | 2,26 m | Kristina Nitscheová                   | 1,86 m |
| 4.     | 1980 | Henry Lauterbach    | 2,23 m | Rosemarie Ackermannová                | 1,94 m |
| 5.     | 1981 | Rolf Beilschmidt    | 2,24 m | Andrea Bieniasová                     | 1,87 m |
| 6.     | 1982 | Rolf Beilschmidt    | 2,20 m | Andrea Bieniasová                     | 1,90 m |
| 7.     | 1983 | Carsten Siebert     | 2,20 m | Susanne Helmová                       | 1,87 m |
| 8.     | 1984 | Gerd Wessig         | 2,27 m | Heike Grabeová                        | 1,88 m |
| 9.     | 1985 | Georgi Gadiev       | 2,22 m | Susanne Helmová                       | 1,95 m |
| 10.    | 1986 | Gerd Wessig         | 2,28 m | Andrea Bieniasová                     | 1,97 m |
| 11.    | 1987 | Mathias Grebenstein | 2,24 m | Susanne Beyerová                      | 2,00 m |
| 12.    | 1988 | Gerd Wessig         | 2,28 m | Kerstin Kraeftová                     | 1,86 m |
| 13.    | 1989 | Gerd Wessig         | 2,24 m | Britta Vörösová                       | 1,84 m |
| 14.    | 1990 | Carlo Thränhardt    | 2,30 m | Angela Baryllaová                     | 1,85 m |
| 15.    | 1991 | Sorin Matei         | 2,30 m | Heike Henkelová                       | 1,99 m |
| 16.    | 1992 | Sorin Matei         | 2,34 m | Heike Henkelová                       | 1,98 m |
| 17.    | 1993 | Charles Austin      | 2,35 m | Heike Henkelová                       | 2,00 m |
| 18.    | 1994 | Ralf Sonn           | 2,31 m | Galina Astafeiová                     | 1,97 m |
| 19.    | 1995 | Sorin Matei         | 2,31 m | Heike Henkelová                       | 1,95 m |
| 20.    | 1996 | Javier Sotomayor    | 2,36 m | Alina Astafeiová Stefka Kostadinovová | 2,02 m |
| 21.    | 1997 | Wolfgang Kreissig   | 2,30 m | Stefka Kostadinovová                  | 1,96 m |
| 22.    | 1998 | Charles Austin      | 2,30 m | Amy Acuffová                          | 1,93 m |
| 23.    | 1999 | Tomáš Janků         | 2,31 m | Monica Iagărová                       | 1,96 m |
| 24.    | 2000 | Vjačeslav Voronin   | 2,34 m | Viktorija Sťopinová                   | 1,94 m |

## Vítězové 2001 - 2013

### Muži
| Ročník | Rok  | 1. místo           | Výkon  | 2. místo                     | Výkon  | 3. místo             | Výkon  |
| ------ | ---- | ------------------ | ------ | ---------------------------- | ------ | -------------------- | ------ |
| 25.    | 2001 | Andrej Sokolovskij | 2,35 m | Charles Austin               | 2,31 m | Martin Buss          | 2,28 m |
| 26.    | 2002 | Pjotr Brajko       | 2,31 m | Jaroslav Rybakov             | 2,31 m | Andrej Sokolovskij   | 2,28 m |
| 27.    | 2003 | Stefan Holm        | 2,36 m | Jaroslav Rybakov             | 2,34 m | Jaroslav Bába        | 2,32 m |
| 28.    | 2004 | Stefan Holm        | 2,36 m | Jaroslav Bába                | 2,34 m | Andrej Sokolovskij   | 2,30 m |
| 29.    | 2005 | Jaroslav Rybakov   | 2,37 m | Jaroslav Bába                | 2,37 m | Stefan Holm          | 2,35 m |
| 30.    | 2006 | Jaroslav Rybakov   | 2,37 m | Ivan Uchov                   | 2,37 m | Andrej Silnov        | 2,35 m |
| 31.    | 2007 | Jaroslav Rybakov   | 2,38 m | Andrej Silnov                | 2,36 m | Stefan Holm          | 2,34 m |
| 32.    | 2008 | Andrej Silnov      | 2,37 m | Jaroslav Rybakov Stefan Holm | 2,35 m | -                    | -      |
| 33.    | 2009 | Ivan Uchov         | 2,36 m | Jesse Williams               | 2,34 m | Jaroslav Rybakov     | 2,30 m |
| 34.    | 2010 | Ivan Uchov         | 2,35 m | Jaroslav Rybakov             | 2,33 m | Kyriakos Ioannou     | 2,28 m |
| 35.    | 2011 | Ivan Uchov         | 2,34 m | Raúl Spank Alexandr Šustov   | 2,31 m | -                    | -      |
| 36.    | 2012 | Alexej Dmitrik     | 2,30 m | Ivan Uchov                   | 2,30 m | Konstadínos Baniótis | 2,30 m |
| 37.    | 2013 | Alexej Dmitrik     | 2,36 m | Konstadínos Baniótis         | 2,27 m | Sergej Mudrov        | 2,27 m |

### Ženy
| Ročník | Rok  | 1. místo            | Výkon  | 2. místo                                 | Výkon  | 3. místo                      | Výkon  |
| ------ | ---- | ------------------- | ------ | ---------------------------------------- | ------ | ----------------------------- | ------ |
| 25.    | 2001 | Vita Palamarová     | 1,96 m | Elena Herzenbergová                      | 1,93 m | Monica Iagărová               | 1,93 m |
| 26.    | 2002 | Marina Kupcovová    | 2,00 m | Kajsa Bergqvistová                       | 1,97 m | Anna Ksoková                  | 1,93 m |
| 27.    | 2003 | Marina Kupcovová    | 2,02 m | Kajsa Bergqvistová                       | 2,02m  | Jelena Slesarenková           | 1,94 m |
| 28.    | 2004 | Anna Čičerovová     | 2,04 m | Kajsa Bergqvistová                       | 2,02 m | Vita Palamarová               | 2,00 m |
| 29.    | 2005 | Anna Čičerovová     | 2,00 m | Viktorija Sťopinová Taťána Novoselcevová | 1,94 m | -                             | -      |
| 30.    | 2006 | Kajsa Bergqvistová  | 2,08 m | Blanka Vlašičová                         | 2,01 m | Viktorija Sťopinová           | 1,99 m |
| 31.    | 2007 | Anna Čičerovová     | 1,98 m | Kajsa Bergqvistová                       | 1,95 m | Blanka Vlašičová              | 1,95 m |
| 32.    | 2008 | Blanka Vlašičová    | 2,03 m | Jelena Slesarenková                      | 2,01 m | Vita Palamarová               | 1,99 m |
| 33.    | 2009 | Ariane Friedrichová | 2,02 m | Viktoria Kljuginová                      | 2,00 m | Melanie Skotniková            | 1,93 m |
| 34.    | 2010 | Blanka Vlašičová    | 2,06 m | Světlana Školinová                       | 2,00 m | Irina Gordějevová             | 1,96 m |
| 35.    | 2011 | Světlana Školinová  | 1,95 m | Irina Gordějevová                        | 1,92 m | Marie-Laurence Jungfleischová | 1,92 m |
| 36.    | 2012 | Anna Čičerovová     | 2,06 m | Irina Gordějevová                        | 1,97 m | Tia Hellebautová              | 1,97 m |
| 37.    | 2013 | Tia Hellebautová    | 1,96 m | Ruth Beitiaová                           | 1,94 m | Anna Iljuštšenková            | 1,94 m |